# Pachycephala schlegelii
A Pachycephala schlegelii a madarak osztályának verébalakúak (Passeriformes) rendjébe és a légyvadászfélék (Pachycephalidae) családjába tartozó faj.

## Rendszerezése
A fajt Hermann Schlegel német ornitológus írta le 1871-ben.

## Alfajai
- Pachycephala schlegelii cyclopum (Hartert, 1930) - Új-Guinea középső részének északi fele
- Pachycephala schlegelii obscurior (Hartert, 1896) - Új-Guinea középső részének nyugati része
- Pachycephala schlegelii schlegelii (Schlegel, 1871) - Új-Guinea északnyugati része [2]

## Előfordulása
Új-Guinea szigetén, Indonézia és Pápua Új-Guinea területén honos. Természetes élőhelyei a szubtrópusi és trópusi hegyi esőerdők. Állandó, nem vonuló faj.

## Megjelenése
Testhossza 17 centiméter, testtömege 19–25 gramm.

## Életmódja
Rovarokkal táplálkozik, de néha magvakat is fogyaszt.

## Természetvédelmi helyzete
Az elterjedési területe nagy, egyedszáma pedig stabil. A Természetvédelmi Világszövetség Vörös listáján nem fenyegetett fajként szerepel.